# 真夏のMagic
「真夏のMagic」（まなつのマジック）は、男性4人組ダンスユニットLeadが2002年7月31日に発売した1枚目のシングルである。

## 概要
初回封入特典はLead特製オリジナルトレーディングカード1枚（全5種）、映画『十七歳』特別割引券、Leadの待ち受け画面・壁紙がダウンロードできるURL掲載。

## 収録曲
1. 真夏のMagic
（作詞、作曲、編曲：笹本安詞）
日本テレビ系『ZZZ』内「ろみひー」、「あんたにグラッチェ!」、「Chanoma girls」各8月度エンディング・テーマ
パル企画配給映画『十七歳』主題歌
2. No doubt
（作詞：KATSU / ラップ詞、作曲、編曲：笹本安詞）
3. 真夏のMagic (MOCH² BRANDNEW CLUB TRACK)
（リミックス：h-wonder）
4. 真夏のMagic (Instrumental)